# Glacis (Ingolstadt)

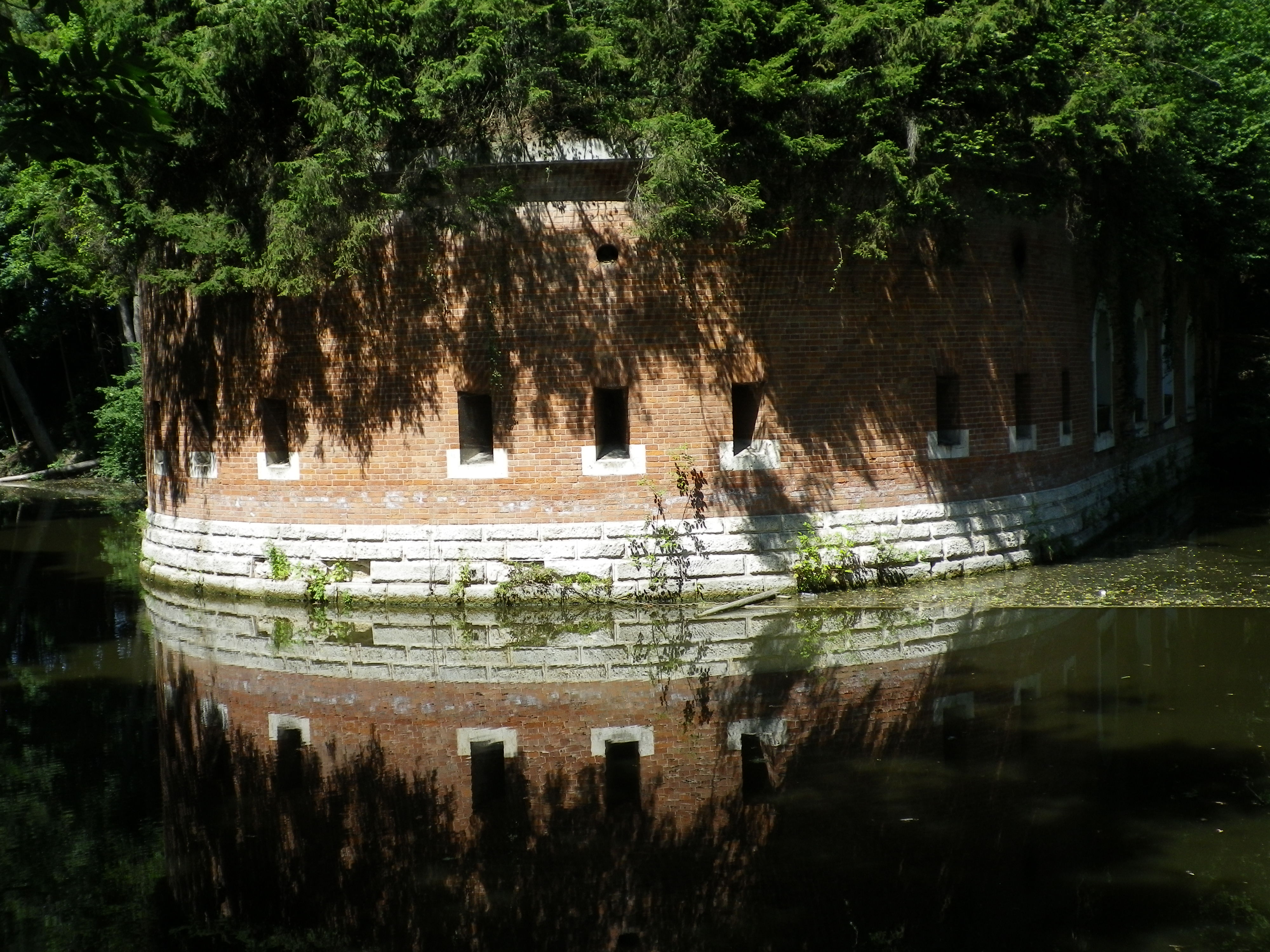
Der Künettegraben mit Landesfestung

 Das Glacis ist ein etwa 100 Hektar großer Grüngürtel um die Altstadt der bayerischen Stadt Ingolstadt, der ursprünglich zur Landesfestung gehörte. Im 19. Jahrhundert wurde er als freies Schussfeld angelegt. Heute besteht er aus Wald- und Wiesenflächen und wird als Park genutzt. Den Besuchern stehen ausgedehnte Fuß- und Radwege sowie mehrere Spielplätze und Biergärten zur Verfügung. Die Schutter fließt hier durch den so genannten Künettegraben und mündet schließlich in die Donau. Des Weiteren gibt es mehrere Kunstobjekte im Glacis. Die Ringstraße verläuft entlang des Glacis.